# Casa de Baptista Borràs
La Casa de Baptista Borràs és un edifici d'Ulldecona (Montsià) inclòs a l'Inventari del Patrimoni Arquitectònic de Catalunya.

## Descripció
Es tracta d'un edifici cantoner amb la façana principal a la plaça d 'Espanya i la lateral al carrer Sant Antoni. Consta de planta i dos pisos. La porta principal és allindada amb emmarcament de pedra i dues finestres laterals al voltant de les quals hi ha signes d'intervencions. A partir del segon pis es conserva l'aspecte original de la façana; hi ha un balcó per nivell, amb la base de pedra i reixa de ferro colat i com a remat superior una barana llisa d'obra. L'arrebossat simula carreus amb treball d'encoixinat en els forjats, i, separant els diferents nivells, hi ha frisos amb temes ornamentals de tipus vegetal (flors i tiges, més esquemàtics al nivell superior).
A la façana lateral hi ha restes de la pintura original que imitava el treball en relleu de la principal.